# IKKI
Ikki es un DJ y productor franco español afincado en Madrid. Se dio a conocer a partir de 2006 a través de myspace haciendo remezclas electro de grupos de rock. A partir de ahí empezó a girar como DJ por Europa.
En 2008 se trasladó a Madrid y sacó su primer release,  un remix para Mustard pimp en el sello Dim Mak Records .
En 2010 se unió al grupo The Zombie Kids y juntos sacaron su primer éxito Face en 2011 con Ikki como productor y con la colaboración de Aqeel que fue seleccionado para formar parte de la B.S.O de la película Tengo ganas de ti (película) y el spot de la cervecera mexicana Cerveza Indio. Su buena aceptación hizo que la discográfica Universal Music firmara un acuerdo con el grupo para grabar su primer disco, The Zombie Kids, que salió a la venta el 27 de julio de 2012. 
En 2012, el grupo fue premiado con el MTV European Music Awards con el galardón a Mejor Artista Español. Su música es ecléctica aunque manteniendo siempre en el género de la música electrónica . Su último trabajo es el disco IKKI is back donde trabaja con numerosos raperos del ámbito nacional como Costa & carmona,  Swan Fyahbwoy  o  Natos y Waor  que salió a la venta en diciembre de 2015.

## Historia
The Zombie Kids.  Surgió cuando Edgar Candel Kerri, músico y DJ, conoció en la capital española a Cumhur Jay, quienes poco más tarde entablarían una gran amistad con Ikki, músico, productor y DJ. Los tres empezaron a trabajar en remezclas con IKKI como productor de sus temas propios y comenzaron a destacar en el panorama español de la música dance. Sin embargo, no fue hasta comienzos del verano de 2011 cuando su popularidad incrementó considerablemente. Tras varios lanzamientos en pequeños sellos independientes, la compañía discográfica Subterfuge Records se interesó en la banda y lanzó al mercado su sencillo Face, con la colaboración del cantante Aqeel, cuyo videoclip fue dirigido y realizado por Costa (MC). El éxito de este sencillo despertó el interés de la compañía Universal Music, la cual firmó un acuerdo con el grupo para lanzar su primer álbum, The Zombie Kids, que salió a la venta el 27 de julio de 2012 tras dos sencillos previos: Live Forever (2012) rodado íntegramente en Guatemala y Spanish Sauce Mafia (2012). Ambos también fueron dirigidos y realizados por Costa y alcanzaron el número 1 de ventas en iTunes España.
A principios de 2013 produjo el disco Bestia de Costa (MC).

## Discografía
ÁLBUMES
2012 : yo soy loco
2012: The Zombie Kids 
2013: Costa Bestia 
2015: IKKI is Back
2016: Clipper's Sounds DJ Essentials, Vol. 8 (Mixed by Ikki)
REMIXES
2010 : Q.G. Bomb Disaster IKKI remix
2010: Mustard Pimp Cherry IKKI remix  
2010: Gigi barocco vs Sawgood Blowin up IKKI remix
2011: Noize Generation Ghetto Rave IKKI remix 
2011: The Boomzers WTF IKKI REMIX
2013: The Zombie Kids Fire IKKI refix
SENCILLOS
2010 : Bakala Aanger 
2010: Models
2011 : Kiss My Ass
2011: Mamajuana Rock (feat. GP Boyz)  
2011: Blow Money Fast 
2011: Drums of Death 
2011: Zumbiezed
2011:  Face (The Zombie Kids)
2012 : Live Forever 2012
2012: Spanish Sauce Mafia 
2012: Joven Salvaje 
2013: Fire (feat. Aqeel)
2013: Amnesia 
2013: Bota el culo (feat. Costa)
2014: Party High (feat. Alana)
2014: Melodrum
2014: DESPERADOS
2015: Fluier
2016: Suenan Like (Remix)
2016: As perfect
2016: Lil' Mozart
2016: Pegao

## Colaboraciones
•	«Face», «Live Forever» «Live Forever part II» «Fire» «Vampire» «Hype» (con Aqeel)
	•	«Mamajuana Rock» «My Click» (con GP BOYZ)
	•	«Insane» (con Rebecca Lander)
	•	«Zombegz» (con Foreign Beggars)
	•	«Early Moan» (con Raytack)
	•	«Tonight» (con McAmbush)
	•	«Spanish Sauce Mafia» (con The Party Harders)
	•	«Ocean» (con Bella Darling)

## Premios
MTV Europe Music Awards
•	The Zombie Kids Mejor Artista español 2012